# Elkalyce bandana
Elkalyce bandana är en fjärilsart som beskrevs av Swinhoe 1915. Elkalyce bandana ingår i släktet Elkalyce och familjen juvelvingar. Inga underarter finns listade i Catalogue of Life.